# Patrice Maurel
Pour les articles homonymes, voir Maurel.
Patrice Maurel, né le 16 octobre 1978 à Cayenne en Guyane, est un footballeur français reconverti comme manager general et 
entraîneur. Il évoluait en tant que milieu de terrain. Depuis 2013, il entraîne l'US Colomiers.
Patrice Maurel a joué 5 matchs en Division 1 sous les couleurs du Toulouse FC, 175 matchs de Ligue 2 avec le FC Istres et le FC Gueugnon, ainsi que 20 matchs en National avec le FC Rouen.
Son bilan d'entraineur avec l'US Colomiers Football est de 250 match, 40 % de victoire, 33% de nul et 27% de défaite.

## Carrière
- 1993 : ASPTT Albi
- 1996-1999 :  Toulouse FC
- 1999-2000 :  Ipswich Town
- 2000-2001 :  Toulouse FC
- 2001-2004 :  FC Istres
- 2004-2005 :  FC Rouen
- 2005-2007 :  FC Istres
- 2007-2008 :  FC Gueugnon
- 2009-2012 :  US Colomiers
- 2013-2014 :  US Montauban[2]

## Palmarès
- Vainqueur du Championnat d'Europe de football des moins de 19 ans 1997